# كريستال أيكين
كريستال أيكين (بالإنجليزية: Crystal Aikin)‏ هي مغنية مؤلفة وملحنة أمريكية، ولدت في 21 سبتمبر 1974 في تاكوما في الولايات المتحدة.